# Лінда Янссон
Лінда Янссон (фін. Linda Jansson; нар. 10 вересня 1974) — колишня фінська тенісистка.
Найвищу одиночну позицію світового рейтингу — 488 місце досягла 30 жовтня 1995, парну — 233 місце — 17 липня 1995 року.

## Фінали ITF

### Одиночний розряд (0–2)
| Результат | Ранг | Дата            | Турнір             | Покриття | Суперниця        | Рахунок  |
| --------- | ---- | --------------- | ------------------ | -------- | ---------------- | -------- |
| Поразка   | 1.   | 19 березня 1995 | Габороне, Ботсвана | Тверде   | Кара Блек        | 4–6, 2–6 |
| Поразка   | 2.   | 15 жовтня 1995  | Ла-Пас, Болівія    | Ґрунт    | Карміна Хіральдо | 2–6, 4–6 |

### Парний розряд (6–7)
| Результат | Ранг | Дата           | Турнір                  | Покриття   | Партнерка               | Суперниці                             | Рахунок       |
| --------- | ---- | -------------- | ----------------------- | ---------- | ----------------------- | ------------------------------------- | ------------- |
| Поразка   | 1.   | 17 січня 1994  | Турку, Фінляндія        | Килим (i)  | Катріна Саарінен        | Радка Суракова Гелена Вілдова         | 5–7, 3–6      |
| Поразка   | 2.   | 10 липня 1994  | Лог'я, Фінляндія        | Ґрунт      | Катріна Саарінен        | Камілла Перссон Анна-Карін Свенссон   | 4–6, 3–6      |
| Поразка   | 3.   | 29 серпня 1994 | Лондон, Велика Британія | Трава      | Анна-Карін Свенссон     | Забіне Герке Крістін Курт             | 4–6, 4–6      |
| Поразка   | 4.   | 31 жовтня 1994 | Юрмала, Латвія          | Тверде (i) | Анна-Карін Свенссон     | Natalia Noreiko Марина Стець          | 1–6, 5–7      |
| Поразка   | 5.   | 16 січня 1995  | Турку, Фінляндія        | Тверде (i) | Анна-Карін Свенссон     | Нанне Дальман Петра Торен             | 3–6, 4–6      |
| Поразка   | 6.   | 23 січня 1995  | Бостад, Швеція          | Тверде (i) | Анна-Карін Свенссон     | Сандра Клейнова Яна Лубасова          | 4–6, 6–7      |
| Перемога  | 1.   | 30 січня 1995  | Рунгстед, Данія         | Килим (i)  | Анна-Карін Свенссон     | Anja Kostecki Карін Пташек            | 6–3, 6–1      |
| Перемога  | 2.   | 8 жовтня 1995  | Ліма, Перу              | Тверде     | Марія-Фарнес Капістрано | Барбара Кастро Марія-Алехандра Кесада | 6–2, 2–6, 6–3 |
| Перемога  | 3.   | 15 жовтня 1995 | Ла-Пас, Болівія         | Ґрунт      | Марія-Фарнес Капістрано | Лаура Берналь Паула Раседо            | 7–5, 6–2      |
| Перемога  | 4.   | 9 вересня 1996 | Бангкок, Індія          | Тверде     | Ху Чін-Бі               | Kim Hye-jeong Chotika Wannachinda     | 6–2, 4–6, 6–3 |
| Перемога  | 5.   | 2 лютого 1997  | Рунгстед, Данія         | Килим (i)  | Анніка Ліндстедт        | Кристина Поятина Драгана Зарич        | 4–6, 7–5, 6–4 |
| Перемога  | 6.   | 9 лютого 1997  | Рейк'явік, Ісландія     | Килим (i)  | Анніка Ліндстедт        | Адрієнн Хегюдюш Нора Кевеш            | 4–6, 6–1, 6–2 |
| Поразка   | 7.   | 29 червня 1997 | Бостад, Швеція          | Ґрунт      | Софія Фінер             | Анніка Ліндстедт Анна-Карін Свенссон  | w/o           |